# 孫慶梅
孫慶梅 (そん　けいばい、スン・チンメイ、簡体字中国語: 孙庆梅、拼音: Sūn Qìngméi, 1966年6月19日 - ) は、中国・河北省出身の元女子サッカー選手である。現役時のポジションはFW。

## 経歴
1984年に河北省チームに入団、1991 FIFA女子ワールドカップ後の1992年より日本女子サッカーリーグの松下パナソニック バンビーナに入団、1997年までプレーを続けた。
中国代表には1984年に招集され、1997年までプレーした。オリンピックのサッカー競技では、アトランタオリンピックに出場している。また、FIFA女子ワールドカップには1991 FIFA女子ワールドカップ、1995 FIFA女子ワールドカップに出場している。1988年にFIFA女子ワールドカップのプレ大会として開催された1988 FIFA女子招待トーナメントでは最優秀選手に選ばれている。引退後は中国女子サッカー・全国リーグで監督を務めている。